# Koestler (Musikinstrumente)
Köstler ist ein Autozulieferer, der als Produzent von Mundharmonikas und anderen Zungeninstrumenten begann.

## Firmengeschichte
Der Betrieb wurde 1891 von Johann Köstler in Graslitz gegründet. Bis zum Zweiten Weltkrieg produzierten insgesamt 300 Beschäftigte überwiegend Mundharmonikas.
Im Sommer 1946 musste die Familie Köstler, wie auch andere sudetendeutsche Musikinstrumentenbauer, aus Graslitz aussiedeln. Der Betriebsinhaber Josef Köstler gründete die Firma als „Köstler & Co“ 1946 in Nauheim neu. In der Nachkriegszeit verarbeitete man für die Stimmzungen zunächst noch aus der sowjetischen Besatzungszone mitgebrachtes Messing sowie Bandeisen von Opel aus Rüsselsheim.

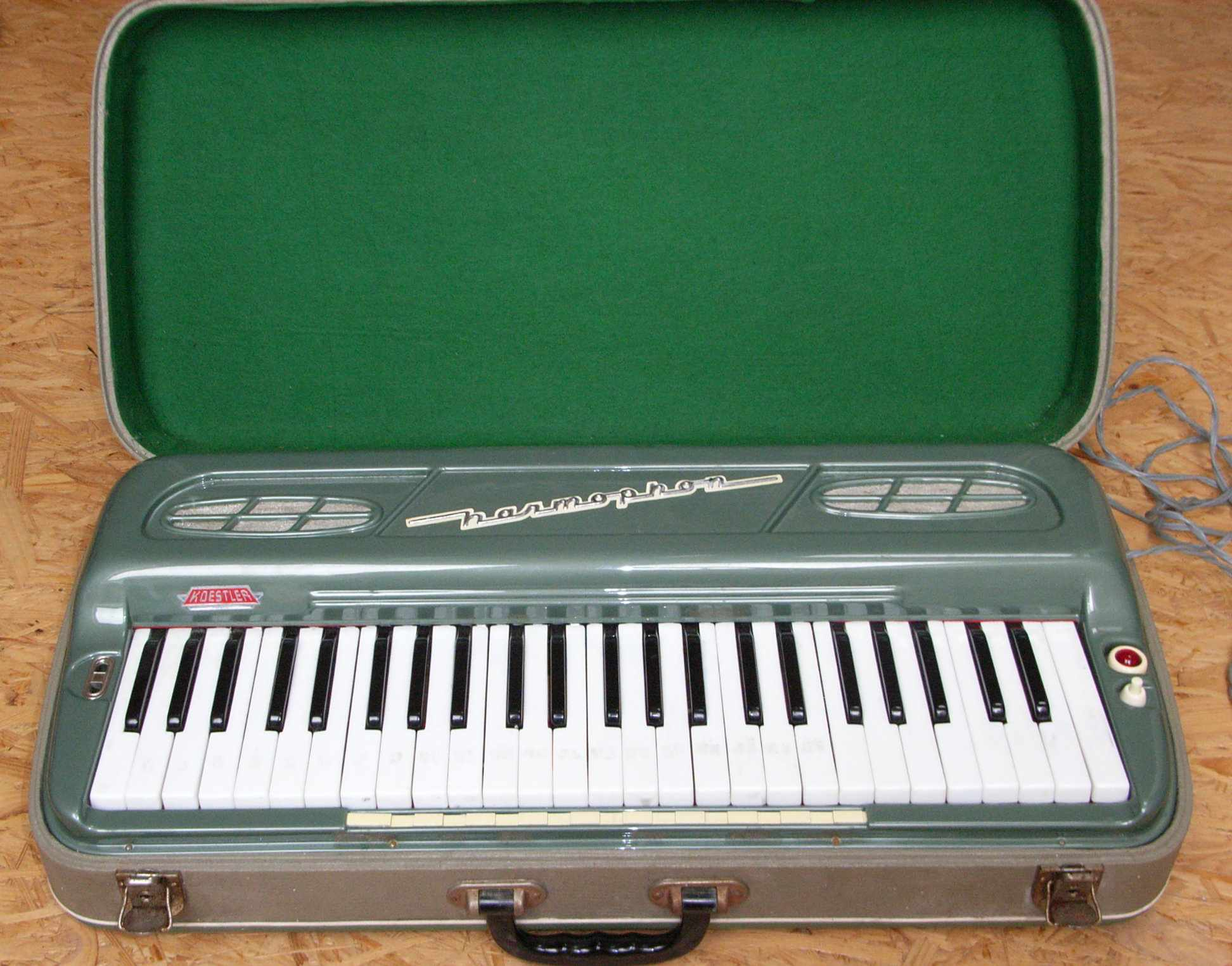
Koestler Harmophon

1951 betrug der Firmenumsatz 2 Millionen DM und 300 Beschäftigte produzierten überwiegend für den Export. Neben Mund- und Handharmonikas nahm Köstler wie auch die Trossinger Firma Hohner Kleinorgeln wie das „Harmophon“ ab 1955 in die Produktpalette auf.
Das Harmophon ist ein elektrifiziertes Zungeninstrument und funktioniert ähnlich einem Harmonium mit durchschlagenden Zungen auf Druckwindbasis. Der dafür notwendige Druckwind wird durch einen kleinen Ventilator mit Kollektormotor im Inneren des Instruments erzeugt. Durch die relativ intonationsstabile Zunge kann auf ein windausgleichendes System wie Regulationsbälge völlig verzichtet werden. Zuweilen befindet sich vor der Tastatur ein Schieber zur Verringerung des Luftstroms. Damit konnte eine leichte Modifikation der Lautstärke erreicht werden. Das Instrument wurde in den 1950er Jahren im musikpädagogischen Bereich eingesetzt. Es ist als Vorläufer der später in diesem Bereich Verwendung findenden Keyboards anzusehen.
Josef Köstler erhielt 1952 das Verdienstkreuz am Bande und starb 1962.
Die Musikinstrumentenproduktion konnte angesichts von Billigimporten aus Fernost in den 1970er Jahren nicht mehr weiterbestehen, und so stellte die Firma 1973 die Mundharmonikaproduktion ein. 1987 erzielte sie als Zulieferbetrieb für die Autoindustrie 22 Millionen DM Umsatz mit 200 Beschäftigten.

Mittlerweile hat die KÖSTLER GmbH ihren Sitz in Annaberg-Buchholz, rund 70 Fahrtkilometer von Graslitz entfernt, eine Niederlassung besteht in Chomutov, Vertretungen bestehen in Singapur und Charlotte, North Carolina.